# Embrithopoda
Embrithopoda är en grupp utdöda däggdjur som levde från eocen till äldre oligocen, alltså för 32 till 27 miljoner år sedan.

## Kännetecken

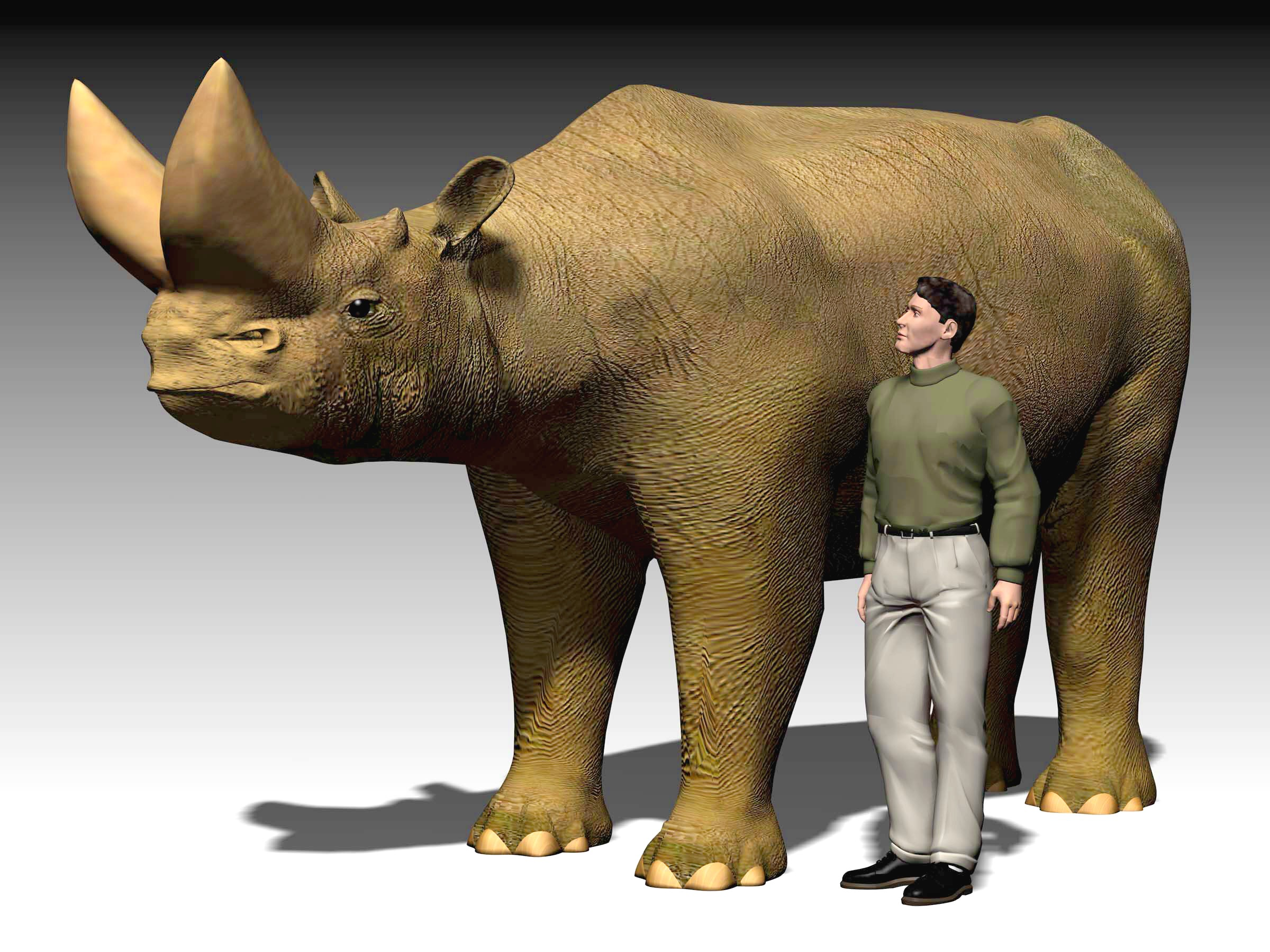
Arsinoitherium i jämförelse med en människa

I sitt yttre liknade dessa djur dagens noshörningar men deras horn var inte av keratin utan av benmassa. Arter i släktet Arsinoitherium hade två horn bredvid varandra men det fanns även arter som saknade horn. Den kraftiga kroppen uppbars av korta extremiteter. Det antas att huden var tjock och hårlös liksom hos dagens elefanter.
Fossil av Embrithopoda finns från Afrika, Asien och östra Europa. På grund av deras enkla tänder förmodas att de hade växter som föda.

## Systematik
Ordningen Embrithopoda räknas till gruppen Paenungulata. I samma grupp finns också dagens sirendjur och elefanter.
Fram till 1970-talet var bara fynd från området kring Faijum i Egypten kända. Senare hittades fossil i Mongoliet, Turkiet och Rumänien. Det senaste fyndet gjordes 2004 i Etiopien.